# 趙麗蓉
趙麗蓉（シャオ・リーロン、1928年3月11日 - 2000年7月17日）は、中国天津市宝坻区出身の映画女優。

## 来歴
映画『過ぎにし年・迎えし年』（1991年）で第14回中国大衆電影百花奨、第4回東京国際映画祭で最優秀女優賞を受賞。
2000年7月17日早朝、肺癌のために北京市海淀区の自宅で死去した。72歳没。

## 出演作品

### 映画
- 劉巧兒（1956年） - 李大嬸 役
- 花為媒（1963年） - 阮媽 役
- 小二黑結婚（1964年） - 三仙姑 役
- 楊三姐告状（1981年） - 楊母 役
- 紅楼夢（1989年） - 劉姥姥 役
- 過ぎにし年・迎えし年（过年）（1991年） - お母さん 役
- 孝子賢孫伺候着（1992年）

### テレビドラマ
- 西遊記（1986年） - 車遅国の王妃 役
- 蒼生（1988年） - 田大媽 役

## 受賞
| 年     | 映画賞         | カテゴリ     | タイトル                 | 結果       |
| ------ | -------------- | ------------ | ------------------------ | ---------- |
| 1991年 | 東京国際映画祭 | 最優秀女優賞 | 『過ぎにし年・迎えし年』 | 受賞       |
| 1992年 | 百花奨         | 最優秀女優賞 | 『過ぎにし年・迎えし年』 | 受賞       |
| 1992年 | 金鶏奨         | 最優秀女優賞 | 『過ぎにし年・迎えし年』 | ノミネート |
| 1993年 | 金鳳凰奨       | 最優秀女優賞 | 『過ぎにし年・迎えし年』 | 受賞       |